# Cer (pohoří)
Cer (v srbské cyrilici Цер) je pohoří na severozápadu Srbska, mezi městy Loznica a Šabac. Je orientováno v západo-východním směru, jeho délka činí 30 km. 
Nejvyšším vrcholem pohoří je vrchol o stejném názvu, s nadmořskou výškou 687 m. Lesy, které pohoří pokrývají, jsou především listnaté. V pohoří pramení několik říček, které se později vlévají do řeky Sávy a Driny. Vzhledem k tomu, že ze severní strany není ohraničeno dalším pohořím, ale přechází v Panonskou nížinu, poskytují vrcholky hor směrem k severu velkolepý výhled.
V pohoří Cer se odehrála v roce 1914 Cerská bitva, během které se střetlo srbské vojsko v prvních fázích války s Rakousko-Uherskem. Trvala od 12. do 24. srpna, skončila srbským vítězstvím a stažením rakousko-uherské armády.
V pohoří Cer se také nachází celkem čtyři kláštery a pozůstatky římského opevnění z přelomu 3. a 4. století.